# Reprezentacja Włoch na Mistrzostwach Świata w Narciarstwie Klasycznym 2011
Reprezentacja Włoch na Mistrzostwach Świata w Narciarstwie Klasycznym 2011 liczy 33 sportowców.

## Medale

### Złote medale
Brak

### Srebrne medale
Biegi narciarskie kobiet, sprint techniką dowolną: Arianna Follis
Skoki narciarskie kobiet, skocznia normalna: Elena Runggaldier

### Brązowe medale
Brak

## Wyniki

### Biegi narciarskie mężczyzn
Sprint
- Federico Pellegrino - 12. miejsce
- David Hofer - 18. miejsce
- Renato Pasini - 30. miejsce
- Fulvio Scola - odpadł w kwalifikacjach

Bieg łączony na 30 km
- Roland Clara - 7. miejsce
- Giorgio Di Centa - 10. miejsce
- Pietro Piller Cottrer - 13. miejsce
- Valerio Checchi - 25. miejsce

Bieg na 15 km
- Giovanni Gullo - 27. miejsce
- Thomas Moriggl - 33. miejsce
- David Hofer - 38. miejsce
- Fulvio Scola - 41. miejsce

Sprint drużynowy
- Renato Pasini, Loris Frasnelli - 9. miejsce

Sztafeta 4x10 km
- Roland Clara, Giorgio Di Centa, Pietro Piller Cottrer, Valerio Checchi - 5. miejsce

Bieg na 50 km
- Giorgio Di Centa - 9. miejsce
- Pietro Piller Cottrer - 19. miejsce
- Thomas Moriggl - 21. miejsce
- Roland Clara - 28. miejsce

### Biegi narciarskie kobiet
Sprint
- Arianna Follis - 2. miejsce
- Magda Genuin - 17. miejsce
- Elisa Broccard - odpadła w kwalifikacjach
- Gaia Vuerich - odpadła w kwalifikacjach

Bieg łączony na 15 km
- Marianna Longa - 5. miejsce
- Arianna Follis - 19. miejsce
- Virginia De Martin Topranin - 35. miejsce

Bieg na 10 km
- Marianna Longa - 7. miejsce
- Virginia De Martin Topranin - 34. miejsce

Sprint drużynowy
- Marianna Longa, Arianna Follis - 4. miejsce

Sztafeta 4x5 km
- Marianna Longa, Arianna Follis, Antonella Confortola, Silvia Rupil - 4. miejsce

Bieg na 30 km
- Marianna Longa - 8. miejsce
- Antonella Confortola - 9. miejsce
- Silvia Rupil - nie ukończyła
- Arianna Follis - nie wystartowała

### Kombinacja norweska
Konkurs indywidualny HS 106/10 km
- Lukas Runggaldier - 10. miejsce
- Alessandro Pittin - 17. miejsce
- Giuseppe Michielli - 31. miejsce
- Samuel Costa - 47. miejsce

Konkurs drużynowy HS 106/4x5 km
- Lukas Runggaldier, Alessandro Pittin, Giuseppe Michielli, Mattia Runggaldier - 9. miejsce

Konkurs indywidualny HS 134/10 km
- Lukas Runggaldier - 8. miejsce
- Alessandro Pittin - 24. miejsce
- Giuseppe Michielli - 36. miejsce
- Armin Bauer - 38. miejsce

Konkurs drużynowy HS 134/4x5 km
- Lukas Runggaldier, Alessandro Pittin, Giuseppe Michielli, Armin Bauer - 7. miejsce

### Skoki narciarskie mężczyzn
Konkurs indywidualny na skoczni normalnej
- Sebastian Colloredo - 12. miejsce
- Andrea Morassi - 25. miejsce
- Davide Bresadola - odpadł w kwalifikacjach
- Diego Dellasega - odpadł w kwalifikacjach

Konkurs drużynowy na skoczni normalnej
- Sebastian Colloredo, Andrea Morassi, Davide Bresadola, Diego Dellasega - 11. miejsce

Konkurs indywidualny na skoczni dużej
- Sebastian Colloredo - 29. miejsce
- Davide Bresadola - 36. miejsce
- Andrea Morassi - 41. miejsce
- Diego Dellasega - odpadł w kwalifikacjach

### Skoki narciarskie kobiet
Konkurs indywidualny na skoczni normalnej
- Elena Runggaldier - 2. miejsce
- Evelyn Insam - 8. miejsce
- Lisa Demetz - 13. miejsce
- Roberta D'Agostiana - 27. miejsce